# Karabin przeciwpancerny Typ 97
Karabin przeciwpancerny Typ 97 (jap. 九七式自動砲 kyū-nana-shiki jidōhō) – japoński samopowtarzalny karabin przeciwpancerny używany w czasie II wojny światowej.
W drugiej połowie lat trzydziestych w Japonii rozpoczęto prace nad karabinem przeciwpancernym. W odróżnieniu od innych konstrukcji tego rodzaju broni, miała to być broń samopowtarzalna, o kalibrze 20 mm (pocisk o masie 162 g).
Efektem tych prac był wprowadzony do uzbrojenia w 1937 roku karabin przeciwpancerny Typ 97. W momencie przyjęcia do uzbrojenia była to bardzo skuteczna broń, pozwalająca zwalczać czołgi lekkie i samochody pancerne, a przy użyciu amunicji zapalającej i odłamkowej także cele nieopancerzone i stanowiska piechoty. Największą wadą nowej broni była duża masa i wymiary. Karabin był przenoszony przez cztery osoby. W tym celu mocowano do karabinu specjalne uchwyty zwiększające masę broni w położeniu transportowym do 67,5 kg. Grupa czterech osób z karabinem Typ 97 stanowiła duży, przyciągający uwagę cel, co sprawiało, że próba przenoszenia tej broni w czasie walki groziła dużymi stratami.
Inną wadą było wyposażenie wszystkich rodzajów pocisków przeznaczonych dla karabinu przeciwpancernego Typ 97 w smugacze. Ciągnąca się za wystrzelonym pociskiem kolorowa smuga ułatwiała trafienie celu, ale jednocześnie demaskowała stanowisko broni.
Karabin przeciwpancerny Typ 97, podobnie jak inne typy tego rodzaju broni, szybko stał się bronią przestarzałą. W starciu z amerykańskimi czołgami M4 Sherman obsługi karabinów przeciwpancernych nie miały żadnych szans na sukces. Natomiast do końca wojny karabiny przeciwpancerne Typ 97 mogły skutecznie zwalczać lżej opancerzone pojazdy takie jak amfibie LVT Amtrac.
Skomplikowana konstrukcja karabinu Typ 97 sprawiła, że nie była to broń produkowana masowo. Prawdopodobnie wyprodukowano około 400 sztuk.
Na podstawie Typ 97 opracowano działka lotnicze Ho-1 i Ho-3.

## Opis techniczny
Karabin przeciwpancerny Typ 97 był bronią samopowtarzalną o automatyce uruchamianej dzięki odprowadzaniu części gazów prochowych przez boczny otwór lufy, zasilaną z magazynka pudełkowego o pojemności 7 nabojów, zakładanego od góry. Karabin był wyposażony w dwójnóg i tylną podpórkę pod kolbą.